# Даніела Клеменшиц
Даніела Клеменшиц (нім. Daniela Klemenschits; 13 листопада 1982 — 9 квітня 2008) — колишня австрійська тенісистка.
Найвищу одиночну позицію світового рейтингу — 356 місце досягла 9 липня 2001, парну — 95 місце — 22 серпня 2005 року.
Здобула 23 парні титули туру ITF.
Завершила кар'єру 2006 року.

## Фінали турнірів WTA

### Парний розряд: 1 (поразка)
| Легенда                 |
| ----------------------- |
| Турніри Великого шолома |
| Premier M & Premier 5   |
| Premier                 |
| International (0–1)     |

| Фінали за покриттям |
| ------------------- |
| Тверде (0–1)        |
| Ґрунт (0–0)         |
| Трава (0–0)         |
| Килим (0–0)         |

| Результат | Дата           | Турнір                  | Покриття | Партнерка        | Суперниці                              | Рахунок  |
| --------- | -------------- | ----------------------- | -------- | ---------------- | -------------------------------------- | -------- |
| Поразка   | 21 травня 2005 | Istanbul Cup, Туреччина | Тверде   | Сандра Клеменшиц | Марта Марреро Антонелла Серра-Дзанетті | 4–6, 0–6 |

## Фінали ITF
| турніри $75,000 |
| турніри $25,000 |
| турніри $10,000 |

### Одиночний розряд: 4 (0–4)
| Результат | Ранг | Дата             | Турнір               | Покриття | Суперниця        | Рахунок       |
| --------- | ---- | ---------------- | -------------------- | -------- | ---------------- | ------------- |
| Поразка   | 1.   | 9 жовтня 2000    | ITF Каїр, Єгипет     | Ґрунт    | Аліенор Трісеррі | 4–5, 0–5, 2–4 |
| Поразка   | 2.   | 5 листопада 2000 | ITF Каїр, Єгипет     | Ґрунт    | Адрієнн Хегюдюш  | 0–4, 0–4, 3–5 |
| Поразка   | 3.   | 3 грудня 2000    | ITF Арад, Ізраїль    | Тверде   | Ганна Коллін     | 3–5, 0–4, 0–4 |
| Поразка   | 4.   | 13 травня 2001   | ITF Тортоса, Іспанія | Ґрунт    | Капучін Руссо    | 3–6, 0–6      |

### Парний розряд: 56 (23–33)
| Результат | Ранг | Дата              | Турнір                            | Покриття   | Партнерка        | Суперниці                                  | Рахунок          |
| --------- | ---- | ----------------- | --------------------------------- | ---------- | ---------------- | ------------------------------------------ | ---------------- |
| Перемога  | 1.   | 31 липня 2000     | ITF Рабат, Марокко                | Ґрунт      | Сандра Клеменшиц | Б'янка Кампер Катерина Кожокіна            | 7–6(4), 6–0      |
| Поразка   | 1.   | 21 серпня 2000    | ITF Касторія, Греція              | Килим      | Сандра Клеменшиц | Елені Даніліду Еваґелія Руссі              | 3–6, 4–6         |
| Перемога  | 2.   | 2 жовтня 2000     | ITF Каїр, Єгипет                  | Ґрунт      | Сандра Клеменшиц | Андреа Масарикова Аліенор Трісеррі         | 4–1, 4–1, 4–2    |
| Перемога  | 3.   | 9 жовтня 2000     | ITF Каїр, Єгипет                  | Ґрунт      | Сандра Клеменшиц | Барбора Благутякова Зузана Кучова          | 4–0, 4–0, 4–0    |
| Поразка   | 2.   | 30 жовтня 2000    | ITF Каїр, Єгипет                  | Ґрунт      | Аяко Судзукі     | Катаріна Баштернакова Алена Пауленкова     | 4–1, 4–5, 1–4    |
| Перемога  | 4.   | 11 листопада 2000 | Ель-Мансура, Єгипет               | Ґрунт      | Адрієнн Хегюдюш  | Джулія Меруцці Моніка Скартоні             | 5–4(5), 4–2, 4–0 |
| Перемога  | 5.   | 18 листопада 2000 | Беер-Шева, Ізраїль                | Тверде     | Сандра Клеменшиц | Джулія Меруцці Леонне Мюллер Ван Моппе     | 4–0, 4–0, 5–3    |
| Поразка   | 3.   | 27 листопада 2000 | Арад (Ізраїль)                    | Тверде     | Сандра Клеменшиц | Джулія Меруцці Леонне Мюллер Ван Моппе     | 4–5(4), 1–4, 2–4 |
| Поразка   | 4.   | 12 лютого 2001    | Фару, Португалія                  | Тверде     | Сандра Клеменшиц | Ольга Виметалкова Габріела Навратілова     | 0–6, 2–6         |
| Перемога  | 6.   | 5 березня 2001    | Бухен, Німеччина                  | Килим (i)  | Сандра Клеменшиц | Адрієнн Хегюдюш Естер Мольнар              | 7–6(5), 7–6(8)   |
| Перемога  | 7.   | 2 квітня 2001     | Афіни, Греція                     | Ґрунт      | Сандра Клеменшиц | Маріяна Ковачевич Биляна Павлова-Димитрова | 6–3, 7–5         |
| Перемога  | 8.   | 16 квітня 2001    | Белград, Югославія                | Ґрунт      | Сандра Клеменшиц | Драгана Ілич Ана Тимотич                   | 6–2, 6–1         |
| Поразка   | 5.   | 23 квітня 2001    | Борнмут, Велика Британія          | Ґрунт      | Сандра Клеменшиц | Макі Арай Джулія Сміт                      | 7–6(4), 3–6, 3–6 |
| Перемога  | 9.   | 7 травня 2001     | Тортоса, Іспанія                  | Ґрунт      | Сандра Клеменшиц | Северін Бельтрам Капучін Руссо             | 6–3, 6–3         |
| Поразка   | 6.   | 28 травня 2001    | Б'єлла, Італія                    | Ґрунт      | Сандра Клеменшиц | Жоана Кортез Ванесса Менга                 | 6–7(4), 6–4, 3–6 |
| Поразка   | 7.   | 23 червня 2001    | Бостад, Швеція                    | Ґрунт      | Сандра Клеменшиц | Ліенн Бейкер Маніша Малхотра               | 3–6, 1–6         |
| Поразка   | 8.   | 6 серпня 2001     | Гехінген, Німеччина               | Ґрунт      | Сандра Клеменшиц | Магдалена Кучерова Лідія Штайнбах          | 7–5, 2–6, 1–6    |
| Поразка   | 9.   | 1 жовтня 2001     | Пльзень, Чехія                    | Килим (i)  | Сандра Клеменшиц | Ольга Виметалкова Габріела Навратілова     | 2–6, 3–6         |
| Перемога  | 10.  | 15 жовтня 2001    | Гіза, Єгипет                      | Ґрунт      | Сандра Клеменшиц | Олена Антипіна Юліана Федак                | 6–4, 6–3         |
| Поразка   | 10.  | 22 жовтня 2001    | Каїр, Єгипет                      | Ґрунт      | Сандра Клеменшиц | Гульнара Фаттахетдінова Олена Яришко       | 6–7(2), 3–6      |
| Перемога  | 11.  | 19 листопада 2001 | Майорка, Іспанія                  | Ґрунт      | Сандра Клеменшиц | Сільвія Дісдері Анна Флоріс                | 7–5, 6–4         |
| Перемога  | 12.  | 26 листопада 2001 | Майорка, Іспанія                  | Ґрунт      | Сандра Клеменшиц | Сільвія Дісдері Анна Флоріс                | 6–3, 6–4         |
| Перемога  | 13.  | 15 квітня 2002    | Хвар, Хорватія                    | Ґрунт      | Сандра Клеменшиц | Олена Антипіна Ленка Тварошкова            | 4–6, 6–3, 6–0    |
| Поразка   | 11.  | 22 квітня 2002    | Цавтат, Хорватія                  | Ґрунт      | Сандра Клеменшиц | Сусанне Трік Сюзанне ван Гартінґсвелдт     | 1–6, 3–6         |
| Перемога  | 14.  | 6 травня 2002     | Задар, Хорватія                   | Ґрунт      | Сандра Клеменшиц | Тіна Герголд Санда Мамич                   | 6–4, 6–4         |
| Перемога  | 15.  | 17 червня 2002    | Велп, Нідерланди                  | Ґрунт      | Сандра Клеменшиц | Гелена Еєсон Кіка Гоґендорн                | 6–2, 6–1         |
| Поразка   | 12.  | 19 серпня 2002    | Енсхеде, Нідерланди               | Ґрунт      | Деббі Гак        | Даніела Кікс Аннетте Кольб                 | 1–6, 5–7         |
| Перемога  | 16.  | 23 вересня 2002   | Шопрон, Угорщина                  | Ґрунт      | Сандра Клеменшиц | Мілена Неквапілова Гана Шромова            | 6–7(2), 6–2, 6–2 |
| Перемога  | 17.  | 10 березня 2003   | Макарська, Хорватія               | Ґрунт      | Штефані Гайднер  | Габріела Нікулеску Моніка Нікулеску        | 3–6, 7–6(7), 6–4 |
| Перемога  | 18.  | 30 березня 2003   | Рабат, Марокко                    | Ґрунт      | Шанелль Схеперс  | Гелена Еєсон Гелена Норфельдт              | 6–3, 6–2         |
| Поразка   | 13.  | 7 квітня 2003     | Анталія, Туреччина                | Ґрунт      | Сандра Клеменшиц | Зузана Черна Владіміра Угліржова           | 3–6, 2–6         |
| Перемога  | 19.  | 28 квітня 2003    | Пула, Хорватія                    | Ґрунт      | Сандра Клеменшиц | Яна Мацурова Зузана Земенова               | 6–2, 6–2         |
| Поразка   | 14.  | 26 травня 2003    | Задар, Хорватія                   | Ґрунт      | Сандра Клеменшиц | Мервана Югич-Салкич Дарія Юрак             | 3–6, 1–6         |
| Поразка   | 15.  | 28 липня 2003     | Гардоне-Валь-Тромпія, Італія      | Ґрунт      | Сандра Клеменшиц | Кільдін Шевальє Сільвія Дісдері            | 4–6, 2–6         |
| Поразка   | 16.  | 4 серпня 2003     | Гехінген (Цоллернальб), Німеччина | Ґрунт      | Сандра Клеменшиц | Анжеліка Бахманн Ясмін Вер                 | 1–6, 4–6         |
| Поразка   | 17.  | 15 вересня 2003   | Софія, Болгарія                   | Ґрунт      | Сандра Клеменшиц | Дессислава Топалова Драгана Зарич          | 3–6, 5–7         |
| Поразка   | 18.  | 12 січня 2004     | Дубай, ОАЕ                        | Тверде     | Сандра Клеменшиц | Гульнара Фаттахетдінова Гана Шромова       | 3–6, 6–4, 4–6    |
| Поразка   | 19.  | 8 березня 2004    | Рим, Італія                       | Ґрунт      | Сандра Клеменшиц | Аліче Канепа Емілі Стеллато                | 3–6, 6–2, 4–6    |
| Поразка   | 20.  | 29 березня 2004   | Рабат, Марокко                    | Ґрунт      | Сандра Клеменшиц | Марія Фернанда Алвеш Карла Тіене           | 1–6, 6–7(5)      |
| Перемога  | 20.  | 26 квітня 2004    | Таранто, Італія                   | Ґрунт      | Сандра Клеменшиц | Штефані Гайднер Патріція Вартуш            | 6–2, 6–1         |
| Поразка   | 21.  | 16 серпня 2004    | Енсхеде, Нідерланди               | Ґрунт      | Сандра Клеменшиц | Сусанне Трік Тессі ван де Вен              | 6–4, 0–6, 4–6    |
| Поразка   | 22.  | 23 серпня 2004    | Алфен-ан-ден-Рейн, Нідерланди     | Ґрунт      | Сандра Клеменшиц | Леслі Буткевіч Евелін Ваніфте              | 5–7, 3–6         |
| Поразка   | 23.  | 4 жовтня 2004     | Жирона, Іспанія                   | Ґрунт      | Сандра Клеменшиц | Еріка Краут Ясмін Вер                      | 6–2, 4–6, 3–6    |
| Перемога  | 21.  | 13 грудня 2004    | Валашке Мезиржичі, Чехія          | Тверде (i) | Сандра Клеменшиц | Луціє Градецька Ева Грдінова               | w/o              |
| Перемога  | 22.  | 12 січня 2005     | Дубай, ОАЕ                        | Тверде     | Сандра Клеменшиц | Христина Григорян Оксана Любцова           | 7–5, 6–1         |
| Поразка   | 24.  | 24 січня 2005     | Бельфор, Франція                  | Тверде (i) | Сандра Клеменшиц | Мішелль Герардс Анаушка ван Ексел          | 1–6, 2–4 ret.    |
| Поразка   | 25.  | 15 березня 2005   | Морелія, Мексика                  | Тверде     | Сандра Клеменшиц | Хорхеліна Краверо Вероніка Сп'єхель        | 4–6, 2–6         |
| Поразка   | 26.  | 29 березня 2005   | Поса-Ріка, Мексика                | Тверде     | Сандра Клеменшиц | Седа Норландер Мара Сантанджело            | 2–6, 6–4, 3–6    |
| Поразка   | 27.  | 30 травня 2005    | Раанана, Ізраїль                  | Тверде     | Сандра Клеменшиц | Ципора Обзилер Шахар Пеєр                  | 6–7(2), 6–1, 2–6 |
| Поразка   | 28.  | 6 червня 2005     | Загреб, Хорватія                  | Ґрунт      | Сандра Клеменшиц | Луціє Градецька Владіміра Угліржова        | 2–6, 2–6         |
| Поразка   | 29.  | 24 квітня 2006    | Кань-сюр-Мер, Франція             | Ґрунт      | Сандра Клеменшиц | Софі Лефевр Орелі Веді                     | 6–2, 4–6, 6–7(1) |
| Поразка   | 30.  | 21 червня 2006    | Фонтанафредда, Італія             | Ґрунт      | Сандра Клеменшиц | Андреа Сестіні Главачкова Рената Ворачова  | 4–6, 4–6         |
| Поразка   | 31.  | 26 червня 2006    | ITF Аніф, Австрія                 | Ґрунт      | Сандра Клеменшиц | Каталін Мароші Маріна Таваріс              | 6–3, 6–7(2), 3–6 |
| Поразка   | 32.  | 18 липня 2006     | ITF Дармштадт, Німеччина          | Ґрунт      | Сандра Клеменшиц | Моніка Нікулеску Євгенія Савранська        | 6–1, 0–6, 1–6    |
| Поразка   | 33.  | 22 серпня 2006    | ITF Білефельд, Німеччина          | Ґрунт      | Сандра Клеменшиц | Кармен Клашка Юстіна Озга                  | 7–6(1), 3–6, 3–6 |
| Перемога  | 23.  | 31 жовтня 2006    | ITF Ердінг, Німеччина             | Килим (i)  | Сандра Клеменшиц | Кармен Клашка Аннетте Кольб                | 1–6, 6–3, 6–2    |